# Brilspolder
De Brilspolder, ook: (foutief) Brilpolder en (vroeger) Brielspolder genaamsd, is een oudlandpolder die zich bevindt direct ten zuiden van de kom van Biervliet, in de Nederlandse provincie Zeeland. 
Het poldertje werd reeds in de Middeleeuwen ingedijkt en is slechts 5 ha groot. Het bleef ook na de inundaties van 1583 boven water en maakt deel uit van de oude kern van het Eiland van Biervliet.